# Chó chăn cừu King
Chó chăn cừu King là một giống chó được phát triển từ việc phối giống chó chăn cừu Đức với Chó chăn cừu Shiloh và các dòng chó lông dài châu Âu của Chó chăn cừu Đức cùng với Chó Malamute trong những năm 1990.

## Chiều cao, cân nặng
Chó chăn cừu King là một giống chó lớn. Theo Hiệp hội các giống hiếm Hoa Kỳ, chó đực cao hơn 29 inch (74 cm) và có trọng lượng lý tưởng nếu nằm trong khoảng từ 130 đến 150 pound (59 đến 68 kg) trong khi con cái cao 27 inch và cân nặng nằm trong khoảng là 90 đến 110 pound (41 đến 50 kg).

## Tính cách
Chó chăn cừu King là một giống chó tự tin với một tính cách cân bằng và hệ thần kinh khỏe mạnh. Chúng không thể hiện bất kỳ sự nhút nhát hay căng thẳng nào. Giống chó này rất thông minh, dễ huấn luyện, trung thành và luôn thiết tha làm hài lòng chủ nhân của chúng. Giống chó chăn cừu King có thể sử dụng với hai mục đích là chó chăn cừu, đúng như tên gọi và ngoài ra còn có thể làm chó phụ việc trong lao động. Chúng cũng là một giống chó bảo vệ dũng cảm và có tính cảnh giới cao, can đảm, sức mạnh và cứng rắn trong vai trò bảo vệ của chúng. Ngoài ra, chúng còn đóng vai trò làm một người bạn đồng hành rất tốt và thân thiện với các động vật và trẻ em khác.